# Šabva
Šabva (arabščina شبوة) je ena od 20 jemenskih muhafaz (upravnih enot). Ta pokrajina se razprostira na jugu Jemna na hribovitih obrobjih Hadramauta,  manjši del pa leži ob obali Arabskega morja.
Šabva ima površinu od 47.728  km² in 568.000 prebivalcev.
Največji in najpomembnejši kraji v tej pokrajini so; Ataq, Beihan al-Qasab, Timna (bivše glavno mesto antičnega kraljestva Kataban), Mablaqah, Habban in Azzan. V vadiju Majfaji se nahajajo ruševine predislamskega mesta Hajar al-Naqba (zidovi in stolpi), ki je bil uničen v 4. st. pr. n. št.. Ob obali Arabskega morja ležijo kraji; Hawra, Irqa, Bal Haf, Bir Ali in Šabva, bivše glavno mesto kraljestva Hadramaut, po katerem je današnja muhafaza dobila ime.
Mmed letoma 1967 in 1990 je bilo to območje IV. muhafaza tedanje države Južni Jemen, po združenju obeh Jemnov pa je prevzela zgodovinsko ime Šabva.